# Grzędzin
Grzędzin is een plaats in het Poolse district  Kędzierzyńsko-kozielski, woiwodschap Opole. De plaats maakt deel uit van de gemeente Polska Cerekiew en telt 329 inwoners.